# كأس إيطاليا 2007–08
كأس إيطاليا 2007–08 (بالإيطالية: Coppa Italia 2007-2008)‏ هو الموسم 61 من كأس إيطاليا. أشرف على تنظيمه Lega Nazionale Professionisti ‏، وكان عدد الأندية المشاركة فيه 42، وفاز فيه نادي روما.